# Contea di Shangshui
La contea di Shangshui (商水县S, Shāngshuǐ XiànP) è una contea della Cina, situata nella provincia di Henan e amministrata dalla prefettura di Zhoukou.